# Belęcin
Belęcin is een dorp in de Poolse woiwodschap Groot-Polen. De plaats maakt deel uit van de gemeente Siedlec.